# Чрмошниці (Семич)
Чрмошниці (словен. Črmošnjice) — поселення в общині Семич, регіон Південно-Східна Словенія, Словенія.